# Uramya townsendi
Uramya townsendi là một loài ruồi trong họ Tachinidae.